# Северин Сапрун
о. Северин Сапрун (2 вересня 1897, Рибник — 6 липня 1950 р., Париж) — український католицький священник, капелан, композитор, диригент, педагог, поет, музично-громадський діяч.
Один із ініціаторів відкриття та директор філії Вищого музичного інституту ім. М. Лисенка у Дрогобичі (1923 р.). Організатор мішаного хору «Дрогобицький Боян», хору церкви Пресвятої Трійці, мішаного гімназійного хору, дівочого хору Міщанського товариства «Зоря». Засновник часопису «Боян» (спільно з проф. В. Сольчаником, часопис видавався у 1929–1930 рр.).У 1942–1944 рр. — був директором Інституту Народної Творчості при Українському Краєвому Комітеті у Львові та організував Краєвий Конкурс Хорів до 100-річного ювілею М. Лисенка (1942 р.). Редактор популярного українського католицького журналу «Слідами малої святої » (під час еміграції в Парижі, з 1946 р.).

## Життєпис
Народився 2 вересня 1897 р. в с. Рибник на Дрогобиччині в родині католицького священника.
Навчався у Перемишльській та Віденській гімназіях, Віденському університеті (теологічний факультет) та консерваторії (клас скрипки і фортепіано), у Вищому музичному інституті імені М. Лисенка у Львові (клас скрипки Є. Перфецького), Львівській духовній семінарії (1917—1921, за винятком періоду, під час якого брав участь у визвольній війні УГА як хорунжий і був поранений в боях під Чортковом).
Священик-катехит, вчитель німецької мови, співу та гри на скрипці жіночої учительської семінарії сестер Василіянок та гімназії «Рідної школи» імені І.Франка, а також низки польських навчальних закладів у Дрогобичі (1920—1940).
Усвідомлюючи значення церковного співу, о. С. Сапрун створив зразковий хор при церкві Св. Трійці у Дрогобичі. Кульмінаційними були виступи хору в 30-х рр.: з нагоди 900-річчя проголошення Ярославом Мудрим Богородиці покровителькою українського народу (1937), на честь Богоматері (1938, 1939). У репертуарі хору представлена хорова музика як українських композиторів (Д. Бортнянський «Скажи ми, Господи», «Символ віри»; А.Ведель «Доколе, Господи»; М.Лисенко «Пречистая Діво Мати»), так і зарубіжних (Й.Гайдн «Сім слів»; О. Архангельський «Милость мира», П. Турчанинов «Херувимська пісня»), в тому числі композиторів-аматорів Галичини (М. Копко «Небес Царице», С. Сапрун «О, спомагай нас»). Хор церкви Пресв. Трійці влаштовував концерти духовної музики не тільки в Дрогобичі, а й у сусідніх містах — Бориславі, Самборі, Стрию. Діяльність хору мала неабиякий вплив на розвиток хорової культури реґіону. В роботі підкреслюється, що церковні хори ставили й вирішували важливі культурно-національні завдання.
Засновник та керівник «Хору української молоді», чоловічого хору Міщанського товариства «Зоря» та ін., камерно-інструментальних ансамблів й оркестрів, в тому числі сімейного квартету, з яким виконував композиції Ґ. Ф. Генделя, В. А. Моцарта, Л. Бетховена, Ф.Шуберта, Ф. Мендельсона, Е. Ґріга, Дж. Верді, Дж. Россіні, Д. Бортнянського, П. Чайковського та ін. Найбільшу увагу приділив «Дрогобицькому Бояну», який складався з мішаного (понад 80 учасників) та чоловічого хорів. З колективами був учасником усіх імпрез національного та мистецького значення. З часом керування хорами передавав професійним музикантам, в тому числі М. Іваненкові, Б. П'юркові — професійних музикантів, під керуванням яких «Боян» почав активно розвиватися і як творчо-мистецька одиниця. Опрацьовуються тематичні програми: духовна, шевченківська, стрілецька, популярна (вальси, польки, уривки з оперет Й.Штрауса) тощо. Поступове зростання дозволило «Бояну Дрогобицькому» опановувати й виконувати на високому рівні як західно-європейську музику (твори Орландо Лассо, Жоскена де Пре, Джуліо Каччині, монументальні вокально-симфонічні полотна «Stabat Mater» Россіні, «Месію» Генделя), так і ті твори українських композиторів, які на той час належали до вершинних досягнень — Духовні концерти Д.Бортнянського, Кантати Лисенка, Січинського, хорові сцени з опер Лисенка та ін. композиторів, твори Людкевича, Барвінського, Нижанківського, Лиська, Ревуцького та ін.
Один з ініціаторів відкриття, директор, викладач скрипки філії Вищого музичного інституту імені М. Лисенка в Дрогобичі (1922–1940), засновник та головний редактор часопису «Боян» (червень 1929 — травень 1930), у якому подавались мистецько-культурні новини, поради керівникам аматорських хорів, друкувались ноти (твори галицьких композиторів, Лисенка та ін. авторів). На думку доцента кафедри мистецтвознавства і фортепіано ДДПУ ім. І. Франка Уляни Молчко, яка досліджувала це питання, журнал «Боян» хоч і проіснував недовго, проте підготував появу професійних українських часописів в Галичині.
Для підняття мистецького рівня хорових гуртків філія товариства «Просвіта» у Дрогобичі (1937 р.) порушила питання про організацію Спілки хорів, якою повинна була опікуватися секція під керівництвом о. С.Сапруна. Мета спілки — допомога у підборі репертуару, практичні поради щодо роботи з хором, проведення окружного конкурсу аматорських хорів. Цей проект знайшов своє практичне втілення аж у воєння роки (10 диригентський курсів при ІНТ та Краєвий Конкурс Хорів 1942 р.) .
Директор Інституту Народної Творчості (ІНТ) (1941–1944) у Львові, де організовує курси: дириґентський, театральний, образотворчий; ініціатор відкриття Вищої Образотворчої Школи (фактично Академії малярства; ректор В. Кричевський), театру малих форм «Веселий Львів». Організатор Краєвого Конкурсу Хорів, присвяченого 100-річчю М.Лисенка (1942), що охопив всю Галичину. Подробиці про учасників конкурс та перебіг подій можна дізнатися на сторінках Альманаху ККХ та газети «Львівські вісті».
У 1944 еміґрує у Відень, 1946 — Париж.
Автор монографічних нарисів «Людвик Бетовен» (1927), «Про українського композитора К.Стеценка» (1937), «Віденські хлопці-співаки» (1930); низки статей у часописі «Боян» (1929–1930), у львівських та зарубіжних виданнях (Відень, Париж) на музикознавчі та мистецько-краєзнавчі теми; обробок українських народних пісень та оригінальних хорових композицій, патріотичних поезій та перекладів з інших мов, релігійних оповідань для дітей, більшість з яких були знищені взимку 1944 при арешті органами НКВС сестри Юлії.

## о. Северин Сапрун у спогадах
Ось що згадує у своїх спогадах про наставника і капелана його племінник, Сергій Шнерх: «А дійсно, де ж ці панове були в цей час? Я не можу характеризувати дій усіх наставників і вихователів, але одного, не тільки як редактор книжки, повинен „реабілітувати“, тим більше, що це — мій святий обов'язок, бо він мій вуйко, якого до його виїзду на еміграцію добре знав. Це — Головний духівник Українського Юнацтва, о. проф. Северин Сапрун. Останні десять років я вивчав історію родини Сапрунів, у якій отець Северин як священик, музика, композитор, диригент, поет, організатор суспільного життя у Галичині займав особливе місце.29
Після закінчення Віденської гімназії Северко студіював теологію. У критичний момент для Галицької держави кидає навчання і як артилерист воює за незалежність України. Тяжко поранений кулею дум-дум у ногу, підліковується і повертається у стрій. Хворіє тифом, виздоровлює і військовиком доходить до Києва. Повертається в Галичину. Табір інтернованих. Продовжує теологічне навчання і приймає священичий сан. Не їде на спокійну парохію, а у Дрогобичі працює катехитом українських дітей у польських навчальних закладах. Організовує відомий „Дрогобицький Боян“ і понад 15 інших хорів, музичних ансамблів тощо. Видає музичний журнал, відкриває у Дрогобичі філію Львівського музичного інституту імені Лисенка. За „перших совєтів“ переховується, за німецької окупації — директор Інституту народної творчости, один із організаторів величавого конкурсу і фестивалю хорів, присвячених сторіччю народин корифея української музики — Миколи Лисенка. Бачачи явний крах фашистської машини, він не їде спокійно (як робила більшість) з родиною на еміграцію, а одним із перших записується до лав дивізії „Галичина“ (бо там потрібні були духівники).
Проходить виснажливий військовий вишкіл з різними бігами, повзанням на животі тощо. За віком і через згадуване поранення у ногу його комісують. Тоді займає своє місце у лавах Юнацьких душпастирів — стає їх головним духівником (у ранзі полковника повітряних сил). Я маю багато свідчень про його самовіддану працю. Він постійно перебував серед підопічної молоді (світлина 18). З нею пережив усе лихоліття аж до капітуляції. Про останній день служби капеляна Юнаків згадує Зиновій Книш: „Він просто у своїй напіввійськовій уніформі пішов до французької команди, одверто признався, що вертається з війська, що обов'язки священика бути там, де його вірні. Військове Правління це прийняло за зрозуміле й видало йому посвідку з дорученням для місцевих комендантів іти йому на руку“. На еміграції займав високі релігійно-громадські пости.»

## Вшанування пам'яті
На честь о. С. Сапруна 1997 в Дрогобичі відкрито меморіальну таблицю, засновано до 100-річчя від дня народження хоровий конкурс (1997, 2000, проф. М.Бурбан), проведено наукову конференцію (на базі музично-педагогічного факультету Дрогобицького педагогічного інституту), видано збірник «Крихти» (Львів, 1999).